# Setaria seriata
Setaria seriata är en gräsart som beskrevs av Otto Stapf. Setaria seriata ingår i släktet kolvhirser, och familjen gräs. Inga underarter finns listade i Catalogue of Life.